# قلعه سورک
قلعه سورک، مربوط به اواخر دوره قاجار است و در شهرستان فرخ شهر، روستای سورک واقع شده است. این اثر در تاریخ ۲۲ تیر ۱۳۷۶ با شمارهٔ ثبت ۱۸۹۸ به‌عنوان یکی از آثار ملی ایران به ثبت رسیده است ویرایش توسط علیرضایعقوبی سورکی
ویرایش توسط علیرضایعقوبی سورکی